# Лёвберг, Мария Евгеньевна
Мария Евгеньевна Лёвберг (урождённая Купфер, в замужестве Ратькова; 1894—1934) — поэтесса, драматург, прозаик.

## Биография
По отцу — из саксонских дворян, по матери — из приволжских крестьян. Окончила гимназию княгини А. А. Оболенской в Петербурге (1909), Высшие женские (Бестужевские) курсы, историко-филологический факультет. Муж — военный инженер В. Б. Ратьков, погиб в 1-ю мировую войну. Первая публикация — стихотворение «К Пьеретте» (1913). Печатала стихотворения в «Современном слове», в «Журнале для всех», «Ежемесячном журнале», «Русской мысли», участвовала в сборнике «Вечер „Триремы“» (1916). Посещала «Вечера Случевского» (1912), в 1916—1917 года участвовала в заседаниях второго «Цеха поэтов». В 1915 году был выпущен сборник стихов «Лукавый странник» (1915). Н. С. Гумилёв откликнулся на сборник доброжелательной рецензией, отметив в стихах Лёвберг «подлинно поэтическое переживание», «энергию в соединении с мечтательностью», несмотря на явную «поэтическую неопытность» и обилие «модернистических клише» (1915). Лёвберг была одним из адресатов лирики Гумилёва, он посвятил ей стихотворение.
Ты, жаворонок в горней высоте,
Служи отныне, стих мой легкокрылый,
Её неяркой, но издавна милой
Такой средневековой красоте;
Её глазам, сверкающим зарницам,
И рту, где воля превзошла мечту,
Её большим глазам — двум странным птицам —
И словно нарисованному рту.
Я больше ничего о ней не знаю,
Ни писем не писал, ни слал цветов.
Я с ней не проходил навстречу маю
Средь бешеных от радости лугов.
И этот самый первый наш подарок,
О жаворонок, стих мой, может быть,
Покажется неловким и случайным
Ей, ведающей таинства стихов.Н. С. Гумилёв
В числе любимых поэтов nocлe А. С. Пушкина, М. Ю. Лермонтова, Блока называла французских — Ш. Бодлера, Т. Готье и А. Самена. Лёвберг выступала главным образом как драматург: пьесы «Камни смерти» (1915), «Шпага кавалера» (1916), «Монтана» (1928). Пьесу «Дантон» Блок рекомендовал к постановке в Большом драматическом театре (сезон 1919—1920). Лёвберг была дружна с Л. А. Чарской. Познакомилась с М. Горьким (1915), который оказывал ей в дальнейшем литературное покровительство. В 1918—1919 годах, когда служила эмиссаром при
Наркомпросе, общалась с А. М. Ремизовым, посещала «Привал комедиантов». Была в ссылке. Переводила с англ. и франц. (Р. Роллана, Мольера, Стендаля,
Э. Фербер, В. Гюго, Э. Золя, Ж. Ромена), составила «Словарь иностранных слов» (1923; 6-е издание, 1928). Повести 1930-х годов: «Лайма» (1932) и «На белом Севере» (1933). Входила в Ленингр. общество драматургов и писателей, была председателем авторско-правового сектора.